# يوميات الفضل (مجلة)
يوميات الفضل هي واحدة من أقدم المجلات اليومية في شبه القارة الهندية، تديرها الجماعة الأحمدية. أطلقها ميرزا بشير الدين محمود أحمد في 18 حزيران 1913. مولتها أوليًّا التبرعات من أعضاء الجماعة. كانت الصحيفة تنشر خطب وخبرات وتصريحات الخلافات الأحمدية منذ قرون تقريبًا. في باكستان، كانت المجلة تخضع لتنفيذ القانون الباكستاني الذي أجبر الإدارة على نقل مؤسستهم من باكستان إلى لندن ومنذ عام 2015 لم تُتشر في باكستان، كما انتقل المقر محلّة إسلام آباد تيفور [الإنجليزية] في مدينة سري في إنجلترا. وهي أقدم صحيفة أردية لا تزال تُنشر.

## التاريخ
تأسست الصحيفة عام 1913 في قاديان، وكانت تُصدر في البداية أسبوعيًّا، ثم ثلاث مرات في الأسبوع، ثم يوميًّا اعتبارًا من عام 1935. حتى عام 1947، كانت تصدر من قاديان، ثم من لاهور حتى عام 1954. ومنذ ذلك الحين تُنشر من رَبوة [الإنجليزية].
وقد ظل ميرزا بشير الدين محمود أحمد، الخليفة الثاني للجماعة، ناشرها وطابعها خلال السنوات القليلة الأولى. وكان الكاتب الأول هو محمد حسين، وكان مديره ميرزا عبد الغفور باج. وضمت هيئة التحرير القاضي زهور الأكمل، والصوفي غلام محمد، والمعلم عبد الرحيم ناير، وهم من الأحمديين البارزين في ذلك الوقت. ظل بيت نواب محمد علي خان هو المكان النشط لعمل "يوميات الفضل" الناشئة. في الوقت الحاضر تُنشر الصحيفة اليومية بشكل نشط من رَبوة [الإنجليزية] باكستان، بالإضافة إلى نشر طبعة أسبوعية من لندن (المملكة المتحدة). حُفظَت النسخ السابقة في الأرشيف.
وفي المملكة المتحدة، بدأت صحيفة يوميات الفضل خدمتها الدولية، فبدأت نشرها في 7 كانون الثاني 1994 عن طريق دار نشر رقيم في محلّة إسلام آباد تيفور [الإنجليزية]. كما كان لديها خدمة عبر الإنترنت والتي اندمجت في النهاية مع شركة الفضل الدولية في 23 آذار 2023.

## المهمة
داخل الجماعة الإسلامية الأحمدية، تعمل الصحيفة كوسيلة للتربية الأخلاقية للأعضاء، والدعوة للإسلام والحفاظ على تاريخ الحركة.

## روابط خارجية
- الفضل أون لاين